# Pongrácz Viktor
Pongrácz Viktor (Dunaszerdahely, 1995. szeptember 18. –) szlovák születésű magyar korosztályos válogatott labdarúgó.

## Pályafutása

### Klubcsapatokban
2015 és 2018 között a Győri ETO, majd 2019-től a Szeged-Csanád Grosics játékosa.
2015. február 28-án játszotta első mérkőzését az NB I-ben, a Pápa színeiben a Kecskemét elleni találkozón.

### A válogatottban
A magyar U20-as válogatott tagjaként részt vett a 2015-ös U20-as labdarúgó-világbajnokságon.